# Морстаун (Тенеси)
Морстаун (енгл. Morristown) град је у америчкој савезној држави Тенеси.

## Демографија
По попису из 2010. године број становника је 29.137, што је 4.172 (16,7%) становника више него 2000. године.
| Група             | 2000.          | 2010.          |
| Белци             | 19.957 (79,9%) | 20.637 (70,8%) |
| Афроамериканци    | 1.870 (7,5%)   | 1.945 (6,7%)   |
| Азијати           | 171 (0,7%)     | 250 (0,9%)     |
| Хиспаноамериканци | 2.603 (10,4%)  | 5.743 (19,7%)  |
| Укупно            | 24.965         | 29.137         |